# Atlantis: L'imperi perdut
Atlantis: L'imperi perdut (títol original en anglès: Atlantis: The Lost Empire) és una pel·lícula animada del tipus steampunk de 2001, dirigida per Gary Trousdale i Kirk Wise i produïda per Walt Disney Pictures. Està basada en la història dels germans Bryze i Jackie Zabel. La seqüela, llançada directament per a ús domèstic, es titula Atlantis: El retorn de Milo. Ha estat doblada al català.

## Argument
El 1914, el jove lingüista i cartògraf Milo James Thatch (Michael J. Fox) està decidit a continuar amb la recerca que el seva ara mort avi, Thadeus Thatch, va dur a terme sobre el continent perdut de la Atlàntida. Però haurà d'enfrontar-se a diferents dificultats, entre elles la falta de fons per realitzar una expedició i l'escepticisme dels funcionaris del Museu de Washington. Després d'aquest problema, es dirigeix desil·lusionat al seu departament, però allà coneix a la misteriosa i seductora Helga Sinclair, que el convenç d'acceptar una "proposta" (mai esmenta quina en aquest moment).
Després Milo descobreix que Helga treballa per Prestone Whitmore, un vell amic del seu avi. Davant la seva sorpresa, obté durant la xerrada amb Whitmore finançament per realitzar una expedició immediata per trobar la Atlàntida, a més de trobar "El Diari del Pastor", la clau per trobar la famosa ciutat perduda, tot això gràcies a que quan el seu avi encara vivia, va fer una aposta en la qual si el seu avi trobava el diari en la costa d'Islàndia, Whitmore finançaria l'expedició.
Finalment, Thatch s'embarca en un submarí construït especialment per a aquest fi, que és botat en l'Oceà Atlàntic. A dins coneix la resta d'integrants de l'expedició: Gaetan Moliére (Corey Burton), un excèntric geòleg francès addicte a la brutícia; Vincenzo Santorini (Don Novello), expert en explosius; Audrey Rocio Ramírez, (Jacqueline Obradors) una ruda noia experta en mecànica; Joshua Strongbear Sweet (Phil Morris), metge de la tripulació; Lyle Tiberius Rourke, comandant... entre altres divertits i excèntrics personatges amb els quals farà amistat. L'expedició va vent en popa, fins que són atacats per una estranya criatura (que segons el Diari del Pastor custodia l'entrada d'Atlantis) anomenada Leviatán. Aconsegueixen esquivar-la, no sense abans perdre la nau i vides alhora.
Després que Rourke demana un minut de silenci en honor de les vides perdudes en l'atac, reprenen la marxa, guiats per Milo i pel seu diari, valent-se d'automòbils de l'època, explosius i una excavadora. Pateixen un gran revés en acampar sota un niu de Cuques de llum incendiàries que destrueixen el campament. Intenten fugir per un vell pont, però després que un dels seus automòbils explota just en un punt vulnerable, i l'ara buit niu de cuques de llum es desprèn i es clava en el pont, aquest s'esfondra lentament, arrossegant a Milo, Audrey i a la resta de supervivents a una fossa volcànica apagada.

## Repartiment
- Michael J. Fox: Milo James Thatch
- James Garner: Comandant Lyle Tiberius Rourke
- Cree Summer: Princesa Kidagakash 'Kida'
- Don Novello: Vincenzo 'Vinny' Santorini
- Claudia Christian: Helga Katrina Sinclair
- Phil Morris: Dr. Joshua Strongbear Sweet
- Jacqueline Obradors: Audrey Rocio Ramírez
- Florence Stanley: Wilhelmina Bertha Packard
- John Mahoney: Preston B. Whitmore
- Jim Varney: 'Cookie' Farnsworth
- Leonard Nimoy: Rei Kashekim Nedakh
- Corey Burton: Gaetan Molgués

## Crítica
- "L'animació, deixant de costat les virguerías i filigranes, a dalt aquí a un Shangri-La del que costa sortir, estimant la tradició, apostant pel futur (...) Puntuació: ★★★★★ (sobre 5)"[3]

## Premis i nominacions
| Premi                                                       | Categoria                                           | Nominació | Resultat  |
| ----------------------------------------------------------- | --------------------------------------------------- | --- | --------- |
| 29ns Premis Annie                                           | Assoliment individual de direcció                   | Gary Trousdale i Kirk Wise | Nominat   |
| 29ns Premis Annie                                           | Assoliment individual de guió                       | Chris Ure | Nominat   |
| 29ns Premis Annie                                           | de disseny de producció                             | David Goetz | Nominat   |
| 29ns Premis Annie                                           | Assoliment individual d'efectes animats             | Marlon West | Nominat   |
| 29ns Premis Annie                                           | Assoliment individual d'actuació de veu – femenina  | Florence Stanley | Nominat   |
| 29ns Premis Annie                                           | Assoliment individual d'actuació de veu – masculina | Leonard Nimoy | Nominat   |
| 29ns Premis Annie                                           | Assoliment individual de banda sonora               | James Newton Howard | Nominat   |
| Premis DVD Exclusive de 2002                                | Documental retrospectiu original                    | Michael Pellerin | Nominat   |
| Premi Golden Reel de 2022                                   | Millor edició de so – llargmetratge animat          | Gary Rydstrom, Michael Silvers, Mary Helen Leasman, John K. Carr, Shannon Mills, Ken Fischer, David C. Hughes i Susan Sanford | Guanyador |
| Premis de la Societat de Crítics de Cinema en Línia de 2001 | Millor pel·lícula animada                           | | Nominat   |
| Premis de la Societat de Cinema Polític de 2002             | A la democràcia                                     | | Nominat   |
| Premis de la Societat de Cinema Polític de 2002             | Als drets humans                                    | | Nominat   |
| Premis de la Societat de Cinema Polític de 2002             | A la pau                                            | | Nominat   |
| Premis World Soundtrack                                     | Millor cançó original escrita per a una pel·lícula  | Diane Warren i James Newton Howard                                                                                            | Nominat   |
| Premis Young Artist                                         | Millor llargmetratge familiar – drama               | Walt Disney Feature Animation                                                                                                 | Nominat   |